# Пуста Глина
Пуста Глина (рос. Пустая Глина) — присілок Бокситогорського району Ленінградської області Росії. Входить до складу Борського сільського поселення.
Населення — 15 осіб (2012 рік). 